# Carlos Alsina Álvarez
Carlos Alsina Álvarez (Madrid, 15 de octubre de 1969) es un periodista, y locutor de radio español. Ganador de dos Premios Ondas (2015 y 2019), el premio de Periodismo Francisco Cerecedo (2023) y el Premio Luca de Tena (2025). 

## Biografía
Comenzó a trabajar en medios escritos, ABC y la revista Cambio 16, hasta que en, 1990, se pasa a la radio  en una emisora en la que, salvo pequeños intervalos de tiempo, continúa (2024): Onda Cero.
Entre sus primeras responsabilidades figuró la subdirección del espacio matinal Al día. En 1993, es contratado por Antena 3 Radio para ocupar la subdirección de los informativos, coincidiendo con Javier González Ferrari. Luego colaboró en Radio Voz y Radio Intereconomía, pero volvió a Onda Cero para conducir los magazine Hoy empieza todo y Esta boca es mía. Entre 2003 y 2005, dirigió los informativos de mediodía, asumiendo ese año la conducción de uno de los programas más emblemáticos de la cadena: La Brújula. En prensa escrita, colabora asiduamente con el diario La Razón. 
El 11 de marzo de 2008, se da a conocer la noticia de que Carlos Alsina había fichado por la cadena Punto Radio, donde participaría en el programa Protagonistas junto a Luis del Olmo y María Teresa Campos. Sin embargo, en la mañana del día 12 de marzo, sale a la luz pública que el periodista habría aceptado la contraoferta del Grupo Planeta, propietario de Onda Cero, que igualaba o superaba ligeramente la oferta de Punto Radio.
El 27 de marzo de 2015, anunció que abandonaba  La Brújula después de 10 años para pasar a las mañanas de la emisora.

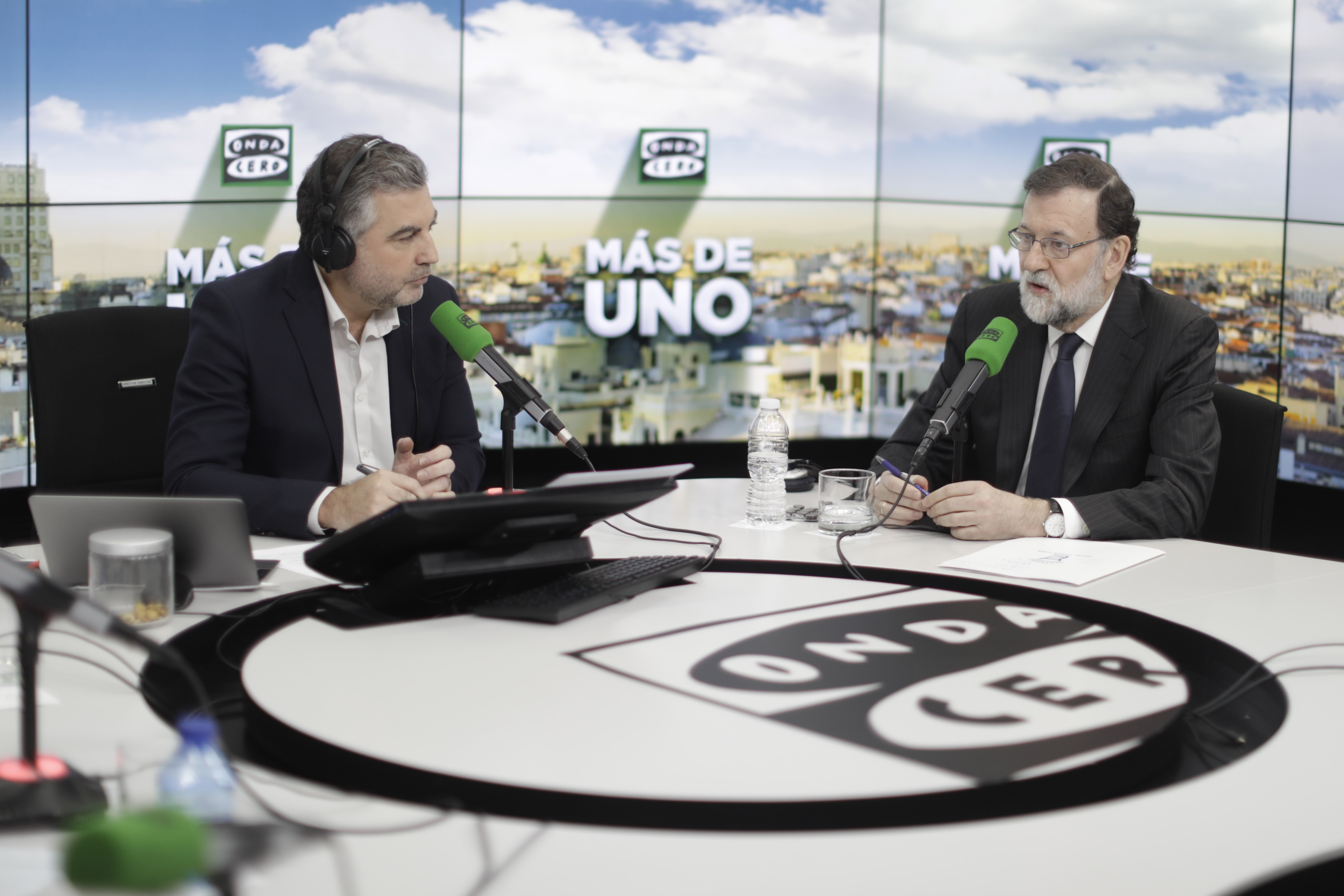
Entrevistando a Mariano Rajoy en Más de uno (2018).

El 8 de abril de 2015, debutó en el matinal Más de uno, de Onda Cero junto a Juan Ramón Lucas, sustituyendo así a Carlos Herrera y su Herrera en la onda. En mayo de 2018, renovó con Onda Cero un contrato de larga duración y se anuncia que asumirá la presentación y dirección de todo el programa a partir de septiembre de 2018, mientras que Lucas pasaría a dirigir el espacio nocturno La brújula. En septiembre de 2017, ejerce de narrador en el programa Yo Viví, un espacio que se emite tras Me cambio de década en Antena 3. Ha desarrollado un nuevo concepto de programa cultural llamado #LaCultureta (emitido los viernes a la 1:30, presentado por él en sus tres primeras temporadas y desde septiembre de 2019, por Rubén Amón), que es también uno de los motivos en los que se fundamenta el Ondas recibido en 2015.
Además, en los últimos años ha realizado ficciones sonoras como la adaptación radiofónica de la versión que hizo Andrés Trapiello del ‘Quijote’, hasta ‘El mago de Oz’ o algunos relatos de Manuel Chaves Nogales. Inicialmente esquivo con salir en televisión, en febrero de 2024, protagonizó Lo de Évole, el programa de entrevistas de Jordi Évole, en La Sexta. Previamente estuvo en el programa El Hormiguero en 2021, al que regresó en mayo de 2025 
Ha ido ganando oyentes hasta que en julio de 2024, según el EGM (Estudio General de Medios), cierra su mejor temporada con 1 593 000 oyentes, un 19% más que la temporada 2023-2024, con 256 000 nuevos oyentes.

## Premios y reconocimientos
- Premio al Mejor Trabajo Periodístico en Radio (2003), concedido por el Club Internacional de Prensa. También recibió la Antena de Oro en 1995 por la credibilidad y la innovación informativa y el Micrófono de Oro por la dirección del programa La Brújula.[9][1]
- Premio Ondas (2015) al Mejor Presentador de radio hablada por su programa La Brújula, premiándole su capacidad de crear un estilo propio en las noches de la radio española, durante los diez años de dirección de la Brújula.[10]
- IV Premio de Periodismo de Opinión Raúl del Pozo (2019).[11]
- Premio Ondas (2019) por el programa especial de Más de uno en el Día de la Radio.[12][13][14]
- Mejor periodista del año 2020 de parte de la APM por ser un "profesional con una extraordinaria capacidad de comunicación".
- Premio Talento en los II Premios de la Comunicación de Dircomfidencial (2021).[15]
- Premio de Periodismo Francisco Cerecedo (2023).[16]
- Antena de oro en radio (2023).[17]
- Premio Luca de Tena (2025).[18]

## Críticas y polémicas
En julio de 2022 emitió un vídeo manipulado sobre la ministra de Igualdad Irene Montero. Dicho vídeo había sido recortado para que pareciera que Irene Montero se negaba a hacer unas declaraciones. Carlos Alsina fue criticado por parte de los medios afines al gobierno al no haberse disculpado por criticar la postura de la ministra en el vídeo.